# Exhibition by 31 Women
Die Exhibition by 31 Women war eine Ausstellung, die vom 5. Januar bis zum 6. Februar 1943 in der Galerie Art of This Century von Peggy Guggenheim in Manhattan stattfand. Ausschließlich Vertreterinnen der künstlerischen Avantgarde nahmen teil. Die Exhibition by 31 Women gilt als eine der bahnbrechenden Kunstausstellungen, bei der einzig Arbeiten von Frauen gezeigt wurden.

## Auswahl der Ausstellungsteilnehmerinnen
Peggy Guggenheim entwickelte zusammen mit Marcel Duchamp die Idee, eine angemessene Plattform für Frauen in der Kunst zu schaffen. Alfred Barr, Guggenheims Berater und Kurator im Museum of Modern Art, empfahl Suzy Frelinghuysen, I. Rice Pereira und Esphyr Slobodkina. Von dieser Kerngruppe ausgehend selektierte Peggy Guggenheim weitere Teilnehmerinnen aus ihrem eigenen Umfeld, darunter Ehefrauen von Künstlern, die von ihrer Galerie vertreten wurden. Weitere Teilnehmerinnen wurden von André Breton, Marcel Duchamp, Max Ernst, Jimmy Ernst, James Thrall Soby, Howard Putzel und James Johnson Sweeney ausgewählt. 
Max Ernst, der Dorothea Tannings Arbeiten für die Ausstellung wählte, verließ später seine damalige Ehefrau Peggy Guggenheim, um Dorothea Tanning zu heiraten. Georgia O’Keeffe folgte der Einladung zur Exhibition by 31 Women nicht und begründete ihre Absage damit, sie wolle als Künstlerin nicht ihr Geschlecht in den Vordergrund gestellt wissen.
Die 31 Frauen repräsentierten damals eine junge Generation von Künstlerinnen aus vielen verschiedenen Nationen, die vorwiegend dem Surrealismus, der Abstrakten Malerei und dem Dadaismus nahe standen. Auch andere künstlerische Positionen wurden vertreten, sowie vielfältige Techniken (u. a. Collage, Mosaik) eingesetzt und neue Themen aufgeworfen.

## Die 31 Teilnehmerinnen
| - Djuna Barnes - Xenia Cage - Leonora Carrington - Leonor Fini - Suzy Frelinghuysen - Elsa von Freytag-Loringhoven - Meraud Guinness Guevara - Anne Harvey - Valentine Hugo - Buffie Johnson | - Frida Kahlo - Jacqueline Lamba - Eyre de Lanux - Gypsy Rose Lee - Hazel McKinley - Aline Meyer Liebman - Louise Nevelson - Meret Oppenheim - Milena Pavlović-Barili - Barbara Levee | - I. Rice Pereira - Kay Sage - Gretchen Schoeninger Corazzo - Sonja Sekula - Esphyr Slobodkina - Hedda Sterne - Sophie Taeuber-Arp - Dorothea Tanning - Julia Thecla - Pegeen Vail Guggenheim - Maria Helena Vieira da Silva |  |

## Bedeutung
1934 stellte Katherine Sophie Dreier Künstlerinnen in der Société Anonyme Inc. aus. Titel: From Impressionism to Abstraction. 13 Women Painters from France, Germany, Belgium, Norway, Poland and the United States. 1937 wurde eine Ausstellung in Paris eröffnet, die ausschließlich Künstlerinnen aus Europa vorstellte. Titel: Les Femmes artistes d’Europe exposent au Musée du Jeu de Paume. Marcel Duchamp und Peggy Guggenheim waren sehr einflussreiche Kulturschaffende und die Exhibition by 31 Women im Jahr 1943, und The Women 1945, gelten als die kunsthistorisch wichtigsten Frauenausstellungen.

## Folgeausstellungen
- Bei der Folgeausstellung 12. Juni bis 7. Juli 1945 mit dem Titel The Women stellten 33 Künstlerinnen aus. Viele davon waren Teilnehmerinnen der ersten Exhibition by 31 Women. Zusätzlich wurden Arbeiten von Nell Blaine, Louise Bourgeois, Lee Krasner, Peter (Henrietta) Miller, Janet Sobel, Charmion von Wiegand, und Catherine Yarrow gezeigt.[2]

- 2020 fand in der Daimler Art Collection Berlin die Ausstellung 31: Women statt, die den beiden Guggenheim-Ausstellungen in New York (1943 und 1945) ihre Referenz erweist.[5]

- 2025: 31 Women. An Exhibition by Peggy Guggenheim, MAC/CCB – Museu de Arte Contemporânea e Centro de Arquitetura, Lissabon, 27. Februar 2025 bis 27. September 2025[6]

Impressionen
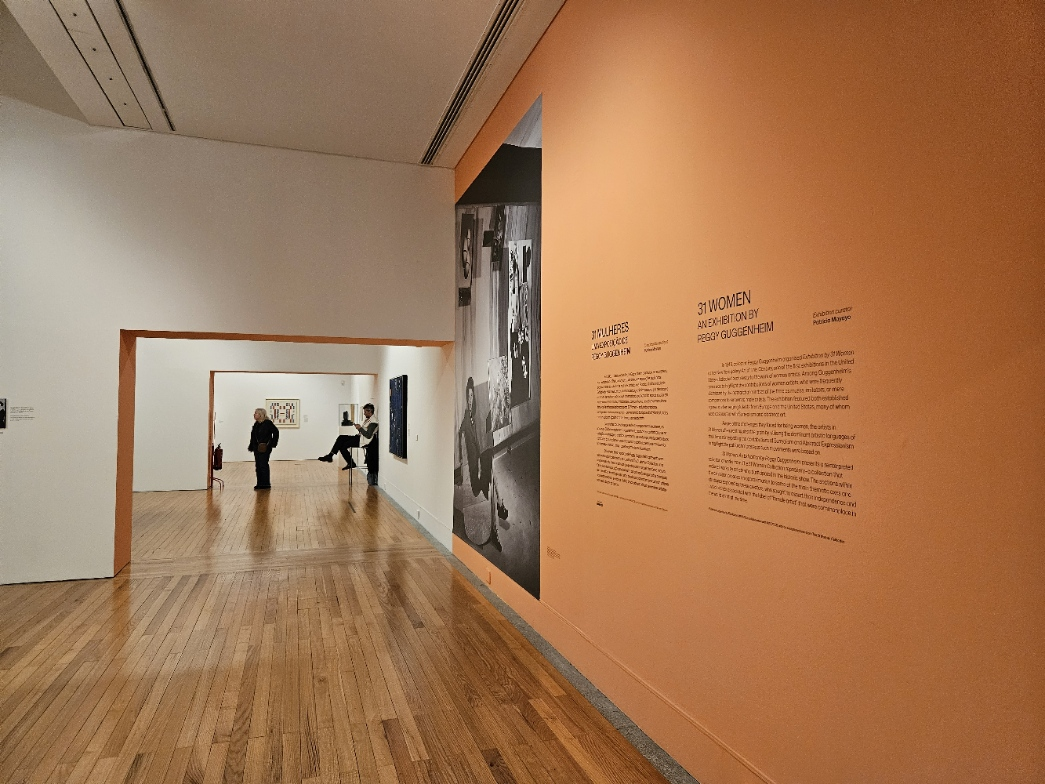
31 Women…
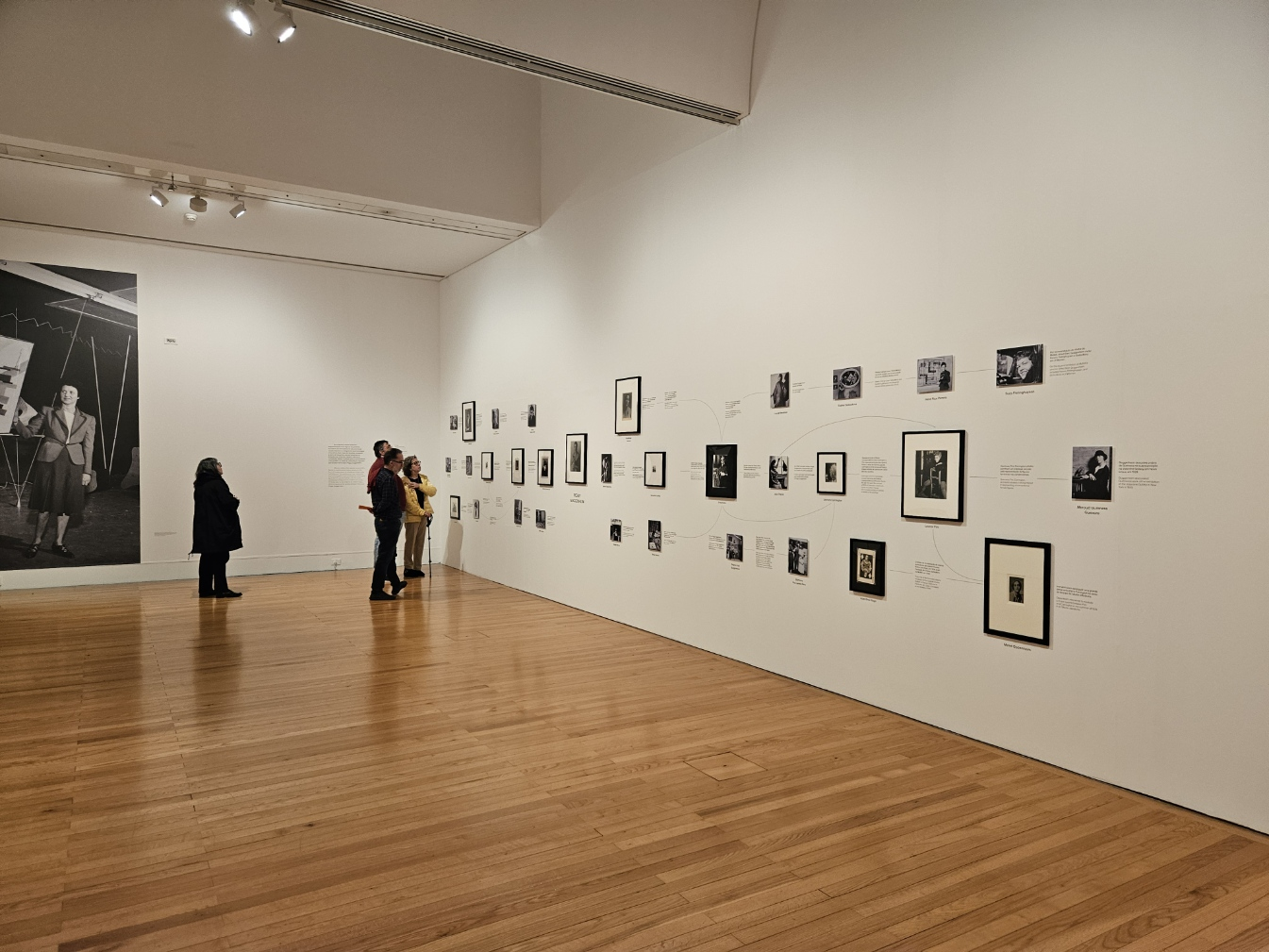
An Exhibition by Peggy Guggenheim…
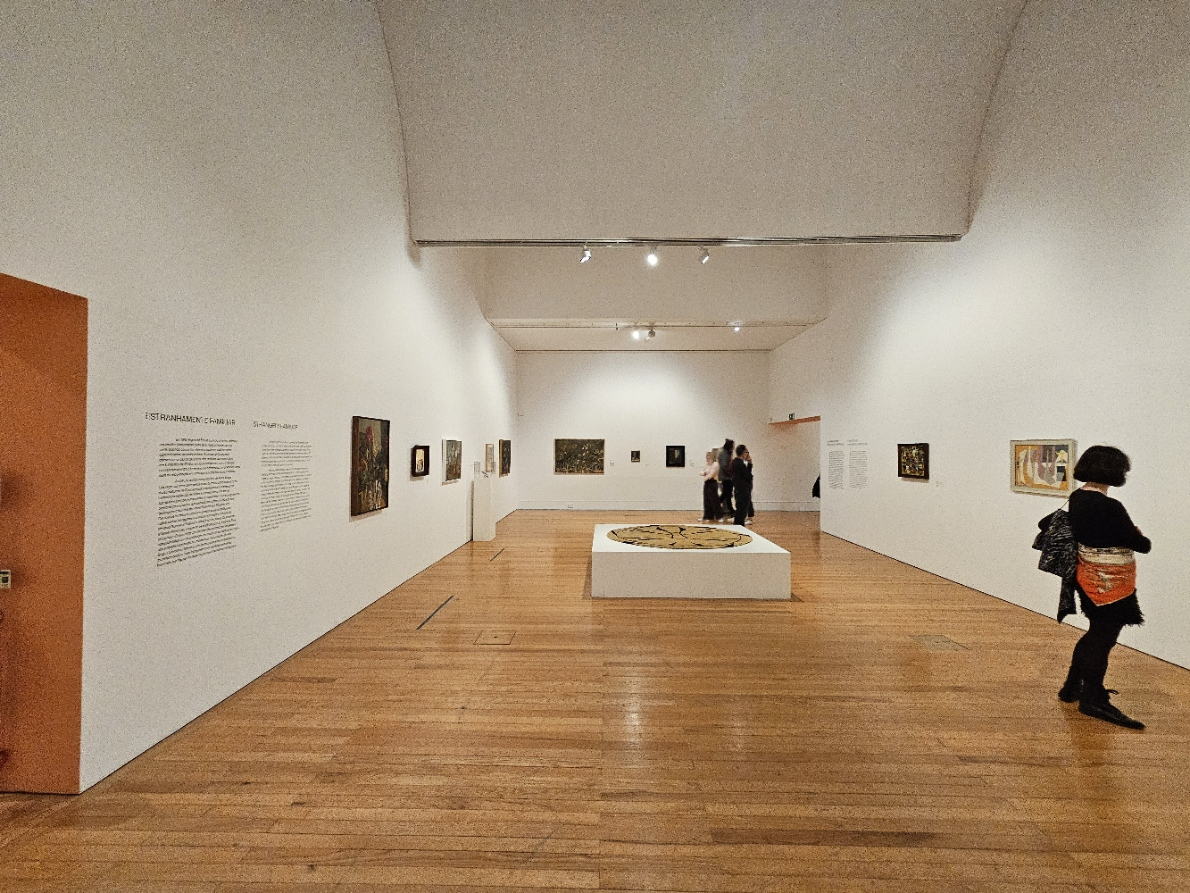
im MAC/CCB, Lissabon